# Durochinone
Il durochinone, conosciuto anche come 2,3,5,6-tetrametilcicloesa-2,5-diene-1,4-dione, è un composto organico facente parte dei chinoni, avente formula C4(CH3)4O2. In particolare, il durochinone è un chinone derivante dal durene, uno dei tre isomeri del tetrametilbenzene, dove i due gruppi -CH= sono stati sostituiti da altrettanti gruppi -C(=O)-. Il durochinone è collegato anche all'1,4-benzochinone, sul cui anello centrale, planare come quello del durochinone, sono legati quattro atomi di idrogeno invece di quattro gruppi metilici.

## Produzione
Il modo più efficace per ottenere il durochinone passa dalla nitrazione del durene (1,2,4,5-tetrametilbenzene), dalla riduzione della diammina ottenuta, il dinitrodurene, e quindi da un'ossidazione.
Un suo complesso organoferroso, il (η2,η2-C4(CH3)4O2)Fe(CO)3, si può ottenere dalla carbonilazione del 2-butino (conosciuto anche come dimetilacetilene) in presenza di ferro pentacarbonile.

## Utilizzo

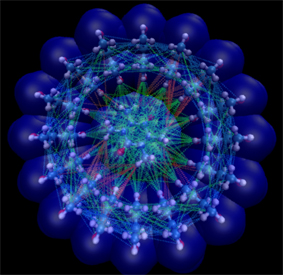
Una rappresentazione di un nanocervello calcolatore parallelo a 16 bit costruito da 17 molecole di durochinone. Le linee tratteggiate rappresentano dei legami a idrogeno.

Il durochinone è salito alla ribalta nel primo decennio del XXI secolo in quanto utilizzato nella realizzazione di un "nanocervello" elettronico. Esso è stato infatti utilizzato per costruire una nanostruttura del diametro di due nanometri consistente di 17 molecole di durochinone, una posta al centro e le altre 16 poste ad anello attorno alla molecola centrale a cui sono connesse da legami a idrogeno, tutte quante sistemate su un substrato superficie d'oro e tutte quante utilizzate come porte logiche. A differenza dei transistor tradizionali, che possono assumere due soli stati logici, il durochinone, sfruttando le sue proprietà chimico-fisiche, può assumerne quattro, facendo ruotare indipendentemente i suoi gruppi metilici. Utilizzando un microscopio elettronico a effetto tunnel (STM) e modificando a comando lo stato della molecola centrale, i ricercatori dell'Istituto Nazionale di Scienza dei Materiali di Tsukuba, in Giappone, sostengono di poter impartire alle altre 16 molecole un conseguente e simultaneo cambio di stato, ottenendo potenzialmente circa 4,3 miliardi di possibili combinazioni (ossia 4 elevato alla 16). Ciò renderebbe possibile la costruzione di macchine in grado di processare 16 bit di informazione simultaneamente, a differenza delle odierne CPU che possono processarne solo uno.
I ricercatori hanno in seguito realizzato strutture ancora più complesse, costituite da 1 024 molecole di durochinone disposte a sfera attorno alla molecola centrale, che porterebbero ad avere 41 024 combinazioni possibili, rendendo possibile la realizzazione di macchine dalla potenza di calcolo gigantesca. Tuttavia, secondo gli stessi ricercatori giapponesi, l'utilizzo di tali strutture in un vero e proprio computer è ancora piuttosto lontana, data appunto la necessita di un STM per poterle comandare.